# Педерсен, Флемминг (кёрлингист)
Фле́мминг Пе́дерсен (дат. Flemming Pedersen) — датский кёрлингист.
В составе мужской сборной Дании участник чемпионата мира 1974 (заняли пятое место). Чемпион Дании среди мужчин.
Играл на позиции четвёртого, был скипом команды.

## Достижения
- Чемпионат Дании по кёрлингу среди мужчин: золото (1974).

## Команды
| Сезон   | Четвёртый         | Третий        | Второй         | Первый         | Турниры                      |
| ------- | ----------------- | ------------- | -------------- | -------------- | ---------------------------- |
| 1973—74 | Флемминг Педерсен | Арне Педерсен | Арвид Петерсен | Ханс Хенриксен | ЧДМ 1974 · ЧМ 1974 (5 место) |

(скипы выделены полужирным шрифтом)